# Atletismo nos Jogos Pan-Americanos de 1975 - Pentatlo feminino
A prova do pentatlo feminino nos Jogos Pan-Americanos de 1975 foi realizada na Cidade do México, México.

## Medalhistas
| Ouro                   | Prata                              | Bronze                   |
| Diane Jones CAN Canadá | Gale Fitzgerald USA Estados Unidos | Andrea Bruce JAM Jamaica |

## Resultados
| Posição           | Nome               | Nacionalidade      | Pontos | Notas |
| ----------------- | ------------------ | ------------------ | ------ | ----- |
| Medalha de ouro   | Diane Jones        | CAN Canadá         | 4673   |       |
| Medalha de prata  | Gale Fitzgerald    | USA Estados Unidos | 4486   |       |
| Medalha de bronze | Andrea Bruce       | JAM Jamaica        | 4391   |       |
| 4                 | Edith Noeding      | PER Peru           | 4257   |       |
| 5                 | Conceição Geremias | BRA Brasil         | 4136   |       |
| 6                 | Dana Collins       | USA Estados Unidos | 4086   |       |
| 7                 | María Angeles Cato | MEX México         | 3941   |       |
| 8                 | Joanne Jones       | CAN Canadá         | 3930   |       |